# Bondeståndet i Finland

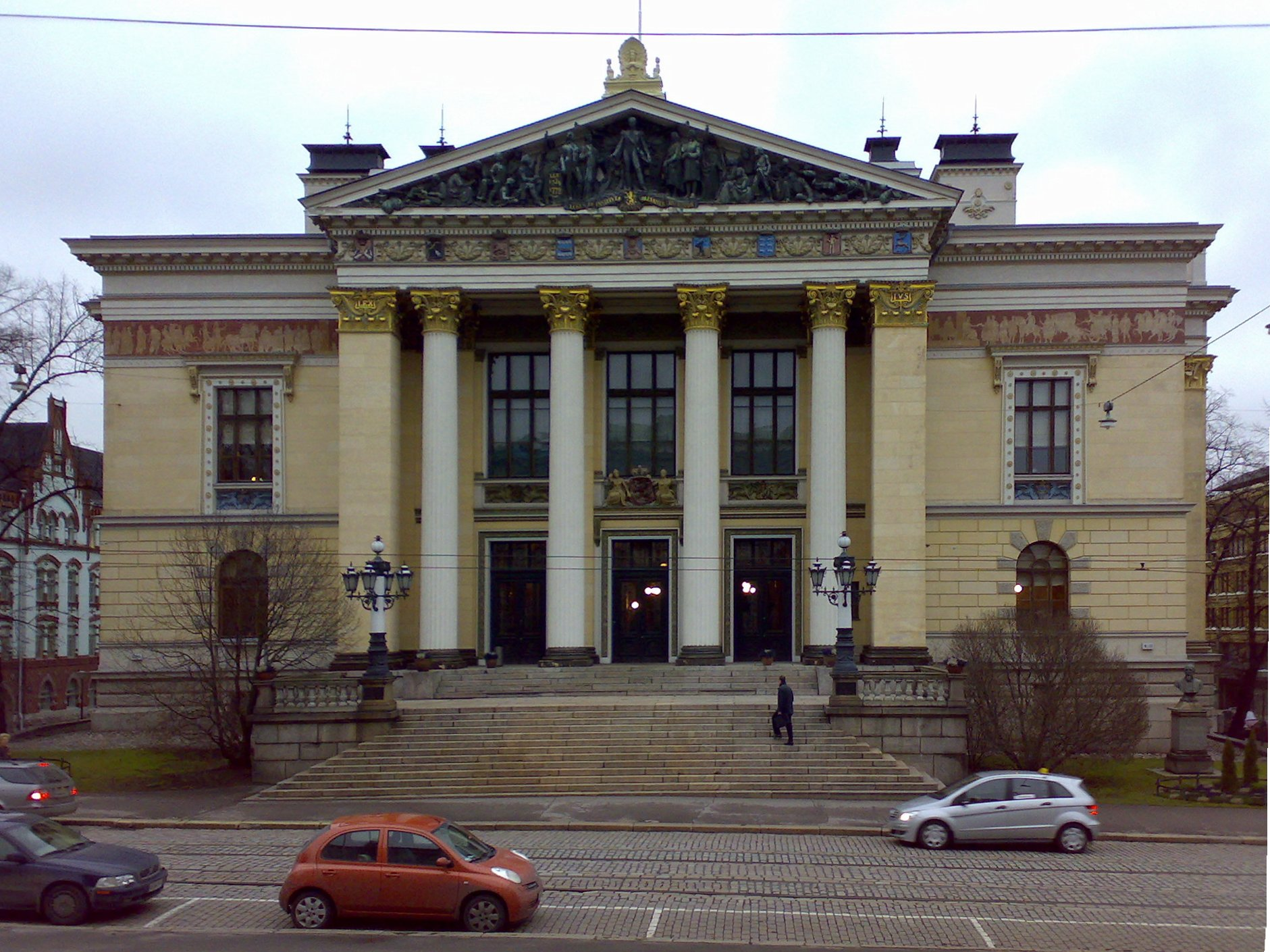
De ofrälse ståndens sammanträdeslokal, Ständerhuset i Helsingfors.

Bondeståndet var en politisk gruppering med representation vid lantdagarna i Storfurstendömet Finland fram till 1906. Bondeståndet i Finland omfattade ägare till i mantal satt frälse- och skattejord, åboar på kronohemman och arrendatorer på kronoboställen, kungsgårdar och kungsladugårdar, såvida de inte tillhörde något av de andra ständerna eller var statstjänstemän.
I den finländska lantdagen fanns det fyra samhällsgrupper med politisk representationsrätt, vilka förutom bondeståndet var adelsståndet, prästeståndet och borgarståndet. Sammansättningen var en direkt följd av hur representationen sett ut i Sveriges ståndsriksdag, där allmogen representerats genom det svenska bondeståndet. I Sverige och Finland utgjorde bondebefolkningen efter städernas borgare ett fjärde stånd med rätt till politisk representation, men utanför Norden samlades representationen för alla de som varken var adel eller präster i ett tredje stånd.
I varje domsaga fanns en sockenvis vald elektorsförsamling, som var och en utsåg en representant för bondeståndet till lantdagen. Antalet lantdagsmän var 1809 i Borgå 30 stycken, och 59 stycken 1877. Talmannen utsågs av Finlands storfurste. 